# Landtagswahlkreis Essen IV
Der Landtagswahlkreis Essen IV ist ein Landtagswahlkreis in Nordrhein-Westfalen. Er umfasst die Stadtteile: 12 Rellinghausen, 13 Bergerhausen, 14 Stadtwald, 26 Bredeney, 27 Schuir, 29 Werden, 30 Heidhausen, 31 Heisingen, 32 Kupferdreh, 33 Byfang, 42 Fischlaken, 43 Überruhr-Hinsel, 44 Überruhr-Holthausen, 48 Burgaltendorf und 49 Kettwig.
Der Wahlkreis wurde zur Landtagswahl 2005 neu errichtet. Er ging aus dem alten Wahlkreis Essen VI hervor, der nur aus VIII und IX bestand. II bildete mit I den Wahlkreis Essen V. Essen IV umfasste zunächst (ab 1980) nur den Stadtbezirk VII, 2000 kamen Huttrop und Frillendorf hinzu, zusammen mit VI bilden sie heute den Landtagswahlkreis Essen II.

## Landtagswahl 2022
Wahlberechtigt zur Landtagswahl 2022 waren 100.903 Einwohner des Wahlkreises. Die Wahlbeteiligung betrug 67,2 %.
| Direktkandidat           | Erststimmen in % | Partei | Zweitstimmen in % |
| ------------------------ | ---------------- | ------ | ----------------- |
| Fabian Schrumpf          | 41,6             | CDU    | 38,2              |
| Judith Schlupkothen      | 26,5             | SPD    | 26,4              |
| Ralf Witzel              | 5,3              | FDP    | 6,5               |
| Gabriele Graf            | 3,9              | AfD    | 4,0               |
| Mehrdad Mostofizadeh     | 18,3             | GRÜNE  | 19,0              |
| Cornelia Swillus-Knöchel | 1,3              | LINKE  | 1,3               |
|                          | 3,1              | Übrige | 4,6               |

## Landtagswahl 2017
Wahlberechtigt zur Landtagswahl 2017 waren 105.672 Einwohner des Wahlkreises. Die Wahlbeteiligung betrug 74,2 %.
| Direktkandidat               | Erststimmen in % | Partei  | Zweitstimmen in % |
| ---------------------------- | ---------------- | ------- | ----------------- |
| Janine Laupenmühlen-Kießling | 32,8             | SPD     | 29,2              |
| Fabian Schrumpf              | 38,2             | CDU     | 32,4              |
| Mehrdad Mostofizadeh         | 6,8              | GRÜNE   | 7,5               |
| Ralf Witzel                  | 10,1             | FDP     | 15,4              |
| kein Kandidat                | –                | PIRATEN | 0,7               |
| Sonja Verena Neuhaus         | 4,5              | LINKE   | 5,0               |
| Andreas Lojewski             | 5,9              | AfD     | 6,5               |
|                              | 1,8              | Übrige  | 3,2               |

Neben dem Wahlkreisabgeordneten Fabian Schrumpf (CDU), der den Wahlkreis nach fünf Jahren von der SPD zurückgewinnen konnte, wurden auch die Direktkandidaten von FDP, Ralf Witzel, und Grünen, Mehrdad Mostofizadeh, in den Landtag gewählt. Ihnen gelang der Einzug in das Parlament jeweils über Listenplatz vier der Landesliste ihrer Partei.

## Landtagswahl 2012
Wahlberechtigt zur Landtagswahl 2012 waren 126.694 Einwohner des Wahlkreises. Die Wahlbeteiligung betrug 69,7 %.
| Direktkandidat        | Erststimmen in % | Partei  | Zweitstimmen in % |
| --------------------- | ---------------- | ------- | ----------------- |
| Manfred Kuhmichel     | 32,0             | CDU     | 24,1              |
| Peter Weckmann        | 43,5             | SPD     | 38,4              |
| Mehrdad Mostofizadeh  | 10,2             | GRÜNE   | 14,2              |
| Ralf Witzel           | 6,1              | FDP     | 11,7              |
| Janina Herff          | 2,0              | LINKE   | 2,0               |
| Tim Marius Kowalewski | 6,3              | PIRATEN | 6,3               |

## Landtagswahl 2010
Wahlberechtigt zur Landtagswahl 2010 waren 127.044 Einwohner des Wahlkreises. Die Wahlbeteiligung lag bei 69,8 %.
| Direktkandidat          | Erststimmen in % | Partei  | Zweitstimmen in % |
| ----------------------- | ---------------- | ------- | ----------------- |
| Manfred Kuhmichel       | 39,3             | CDU     | 35,4              |
| Peter Weckmann          | 38,1             | SPD     | 33,2              |
| Mehrdad Mostofizadeh    | 11,6             | GRÜNE   | 14,6              |
| Ralf Witzel             | 5,1              | FDP     | 7,4               |
| Laura Wollny            | 4,1              | LINKE   | 4,6               |
| Franz-Josef Rothenbusch | 0,4              | BüSo    | 0,1               |
| Benjamin Mahr           | 1,4              | pro NRW | 1,1               |

## Landtagswahl 2005
Wahlberechtigt zur Landtagswahl 2005 waren 128.189 Einwohner des Wahlkreises. Die Wahlbeteiligung lag bei 72,7 %.
| Direktkandidat      | Partei | Stimmen in % |
| ------------------- | ------ | ------------ |
| Peter Weckmann      | SPD    | 37,9         |
| Manfred Kuhmichel   | CDU    | 43,0         |
| Ralf Witzel         | FDP    | 6,5          |
| Kai Gehring         | GRÜNE  | 8,2          |
| Jürgen Ney          | REP    | 0,5          |
| Cornelia Seltmann   | PDS    | 0,8          |
| Sabine Müchler      | BüSo   | 0,3          |
| Bernd Ulrich Kremer | NPD    | 0,6          |
| Maria Schnurr       | ödp    | 0,3          |
| Udo Linnemann       | WASG   | 2,0          |

## Landtagswahl 2000 (Essen VI)
Der Großteil des heutigen Wahlkreises Essen IV gehörte bei der Landtagswahl 2000 zum Wahlkreis Essen VI. Lediglich der Stadtbezirk II gehörte zum damaligen Wahlkreis Essen V. Im Wahlkreis Essen VI gab 85.832 Wahlberechtigte. Die Wahlbeteiligung betrug 65,7 %.
| Direktkandidat         | Partei        | Stimmen in % |
| ---------------------- | ------------- | ------------ |
| Heidemarie Berger      | SPD           | 37,9         |
| Manfred Kuhmichel      | CDU           | 38,3         |
| Thomas Rommelspacher   | GRÜNE         | 8,2          |
| Ralf Witzel            | FDP           | 12,2         |
| Friedrich Broermann    | REP           | 0,8          |
| Cornelia Köster        | Tierschutz    | 0,6          |
| Paul Schnittker        | DKP           | 0,1          |
| Mihai-Christian Varcol | BüSo          | 0,0          |
| Herbert Buchta         | MLPD          | 0,0          |
| Elke Dobrick           | Rentner       | 0,7          |
| Gabriele Giesecke      | PDS           | 0,8          |
| Lenhard Teigelack      | Unabh. Bürger | 0,3          |